# Oumar Samba Sy
Oumar Samba Sy (* 8. Dezember 1959) ist ein ehemaliger mauretanischer Ringer.

## Biografie
Oumar Samba Sy nahm bei den Olympischen Sommerspielen 1984 im Schwergewicht des Freistilringens teil. Dort unterlag er in seinem ersten Kampf dem Griechen Georgios Poikilidis und schied damit vorzeitig aus. Bei den Olympischen Sommerspielen 1988 in Seoul startete Sy im griechisch-römischen Stil der Schwergewichtsklasse und konnte dort seinen ersten Kampf gegen den Kenianer Maisiba Obwoge gewinnen. Nach einer Niederlage gegen Sören Claesson aus Schweden schied er jedoch erneut vorzeitig aus. Bei beiden Olympiateilnahme war Sy bei der Eröffnungsfeier Fahnenträger der mauretanischen Mannschaft.
1990 wurde er bei den Ringer-Afrikameisterschaften im Schwergewicht des Freistilringens Dritter und im griechisch-römischen Stil Vierter. Bei den Afrikaspielen 1987 belegte er in der Schwergewichtsklasse des griechisch-römischen Stils ebenfalls den vierten Platz.